# Трискорни

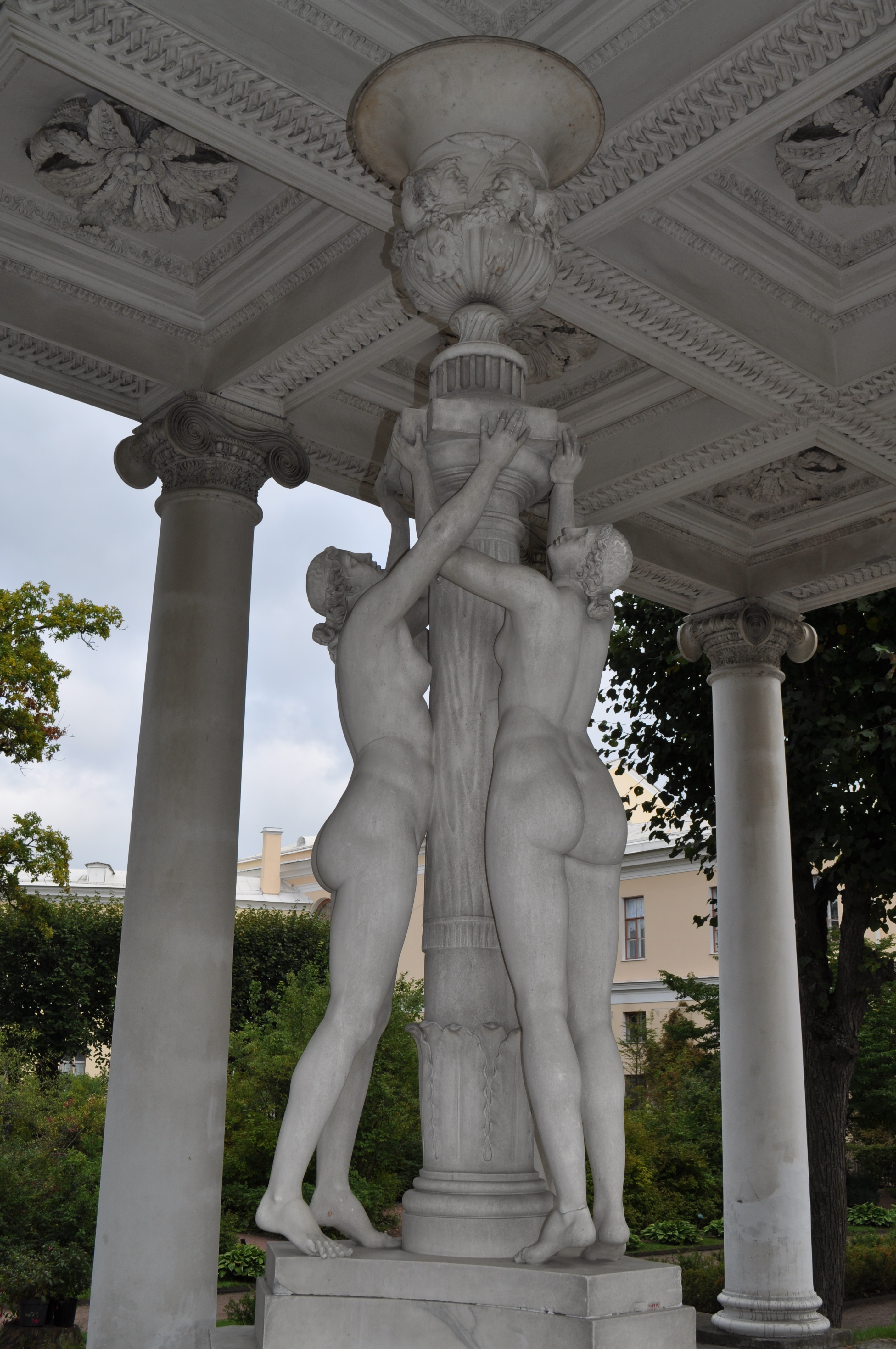
Паоло Трискорни, «Три грации» в Павловском парке

Трискорни (итал. Triscornia) — семейство итальянских скульпторов, которые работали в Петербурге с конца XVIII века до 1870-х годов. Надгробия производства «Трискорни и К» украшают многие кладбища города. В их мастерской начинали свою карьеру известные впоследствии мастера Борис Орловский и Иван Витали.
У истоков предприятия стояли братья Паоло (1757—1823) и Агостино (1761—1824) из Каррары. Первый из них с 1805 года преподавал в Бергамской академии, по рекомендации принцессы Элизы выполнил серию бюстов родственников Наполеона, украшающих ныне Мальмезон и дворцы Версаля. Как художник находился под влиянием великого классициста Кановы. В 1818 году перебрался в Санкт-Петербург, где работал над украшением Таврического сада и Михайловского дворца.
Агостино обосновался в Петербурге раньше старшего брата. С екатерининских времён работал над скульптурным убранством Михайловского и Гатчинского замков, а также здания Императорской публичной библиотеки и Зимнего дворца. По желанию русских заказчиков его брат Паоло изготавливал в Италии копии с прославленных итальянских скульптур; так в Петербурге появились «Диоскуры» перед Конногвардейским манежем и знаменитые львы перед домом Лобанова-Ростовского.